# Sulcophanaeus columbi
Sulcophanaeus columbi là một loài bọ cánh cứng trong họ Bọ hung (Scarabaeidae).